# Ourinhos
Ourinhos ist ein Município im Staat São Paulo in Brasilien, der am 13. Dezember 1918 gegründet wurde. Sie hat 112.711 Einwohner (Schätzung 2018), die auf einer Fläche von 296,89 km² leben, und liegt auf einer Höhe von 483 m.
Die Stadt liegt auf 22° 59′ S, 49° 52′ W.
Ourinhos verfügt über einen Flughafen mit einer 1500 m langen Asphaltlandebahn (IATA-Flughafencode OUS; ICAO-Code SDOU).

## Bistum Ourinhos
- Bistum Ourinhos

## Persönlichkeiten
- Vânia Bastos (* 1956), Sängerin
- José Aparecido Gonçalves de Almeida (* 1960), Bischof von Itumbiara
- Wellington Luís de Sousa (* 1988), Fußballspieler